# Maratonec
Maratonec je tekač, ki teče maraton.
Ultramaratonec je tekač, ki teče na zelo velike razdalje (npr. preko celine)